# アメリカン・レモネード
アメリカン・レモネード（American Lemonade）とは、赤ワインとレモン・ジュースを用いたカクテル

## 概要
赤ワインとレモン・ジュースは混ぜずに2層となるようにフロートで作られる。
アルコール度数はかなり低い。
混ぜずに赤ワインとレモネードが次第に混ざり合ってゆく様子を眺めたり、ストローを用いて下の層のレモネードだけ飲んだり、よく混ぜてから飲むといった様々な楽しみ方ができる。

## レシピの例
材料
- 赤ワイン - 30ml
- レモン・ジュース - 40ml
- 砂糖 - 3tsp
- ミネラルウォーター - 適量

作り方
1. タンブラーグラスにレモン・ジュースを入れ、砂糖を溶かす。
2. タンブラーグラスに氷を入れ、ミネラル・ウォーターを満たす。
3. 赤ワインを静かに注ぎ、フロートさせる。

フロートのこつ
- 砂糖を多めに溶かし入れると赤ワインのフロートがやりやすくなる。
- ストローを刺して提供する場合には、赤ワインを注ぐ前にストローを刺しておく。
- 赤ワインは計量カップなどに一度入れてから、計量カップの注ぎ口をつけるようにしてそっと注ぎ入れる。